# Powiat żagański

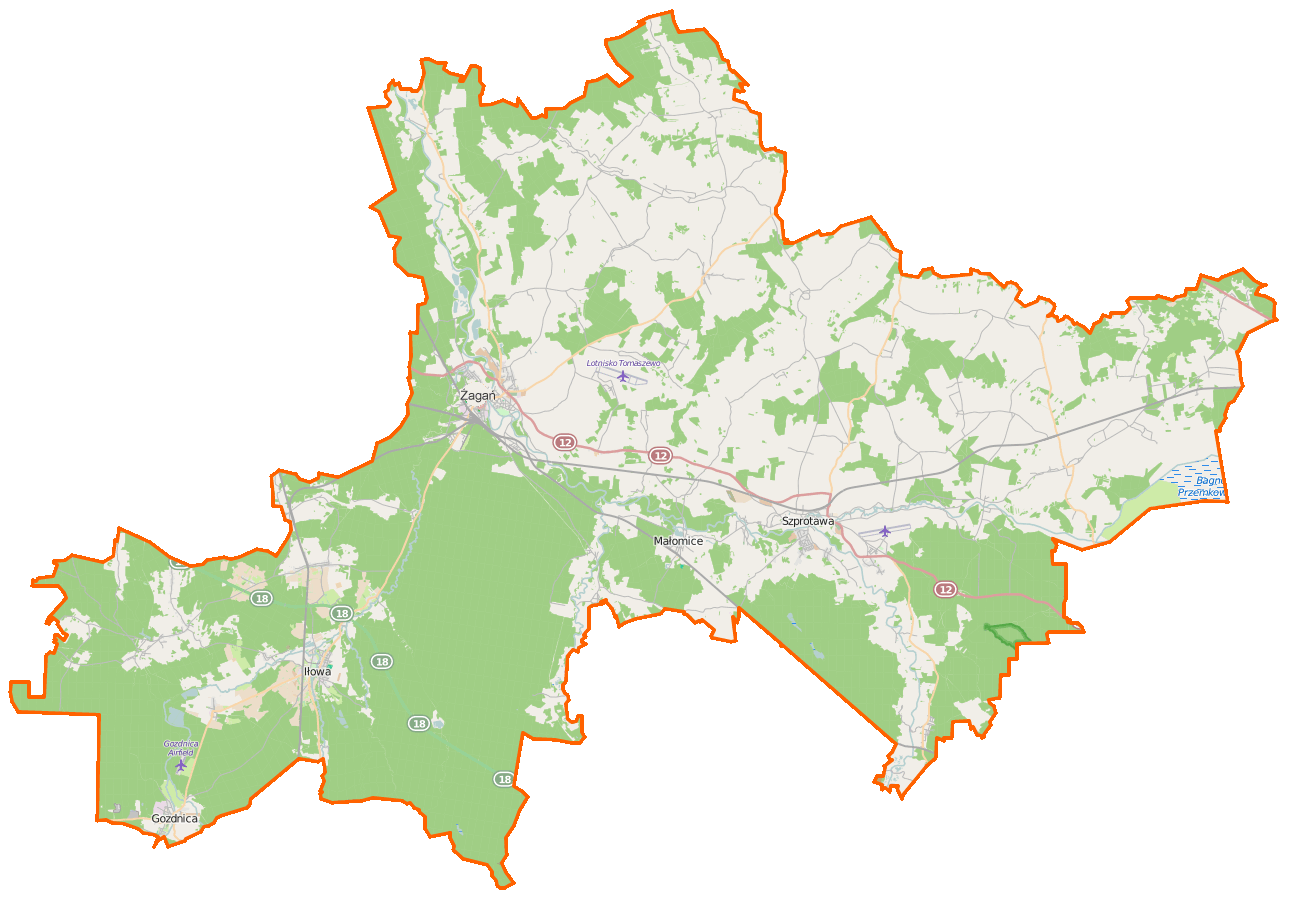
Mapa powiatu

Powiat żagański – powiat w Polsce (województwo lubuskie), utworzony w 1999 roku w ramach reformy administracyjnej. Jego siedzibą jest miasto Żagań. Powiat leży na południowym zachodzie województwa lubuskiego, na skraju Niziny Śląskiej.
Według danych z 31 grudnia 2019 roku powiat zamieszkiwały 78 953 osoby.
W skład powiatu wchodzą:
- gminy miejskie: Gozdnica, Żagań
- gminy miejsko-wiejskie: Iłowa, Małomice, Szprotawa
- gminy wiejskie: Brzeźnica, Niegosławice, Wymiarki, Żagań
- miasta: Gozdnica, Żagań, Iłowa, Małomice, Szprotawa

Graniczy:
- na zachodzie z powiatem żarskim,
- na północy z powiatem zielonogórskim,
- na północnym wschodzie z powiatem nowosolskim,
- na wschodzie z powiatem polkowickim województwa dolnośląskiego,
- na południu z powiatem bolesławieckim województwa dolnośląskiego,
- na południowym zachodzie z powiatem zgorzeleckim województwa dolnośląskiego.

## Demografia
W latach powojennych zdecydowaną większość osadników polskich stanowili Kresowianie.

Liczba ludności (dane z 30 czerwca 2005):
|        | Ogółem | Ogółem | Kobiety | Kobiety | Mężczyźni | Mężczyźni |
| osób   | %      | osób   | %       | osób    | %         |           |
| ------ | ------ | ------ | ------- | ------- | --------- | --------- |
| Ogółem | 82 526 | 100    | 42 557  | 51,57   | 39 969    | 48,43     |
| Miasto | 50 407 | 61,08  | 26 286  | 31,85   | 24 121    | 29,23     |
| Wieś   | 32 119 | 38,92  | 16 271  | 19,72   | 15 848    | 19,20     |

▶Wieś vs ▶miasto
Ogółem (▶k, ▶m)
Miasto (▶k, ▶m)
Wieś (▶k, ▶m)

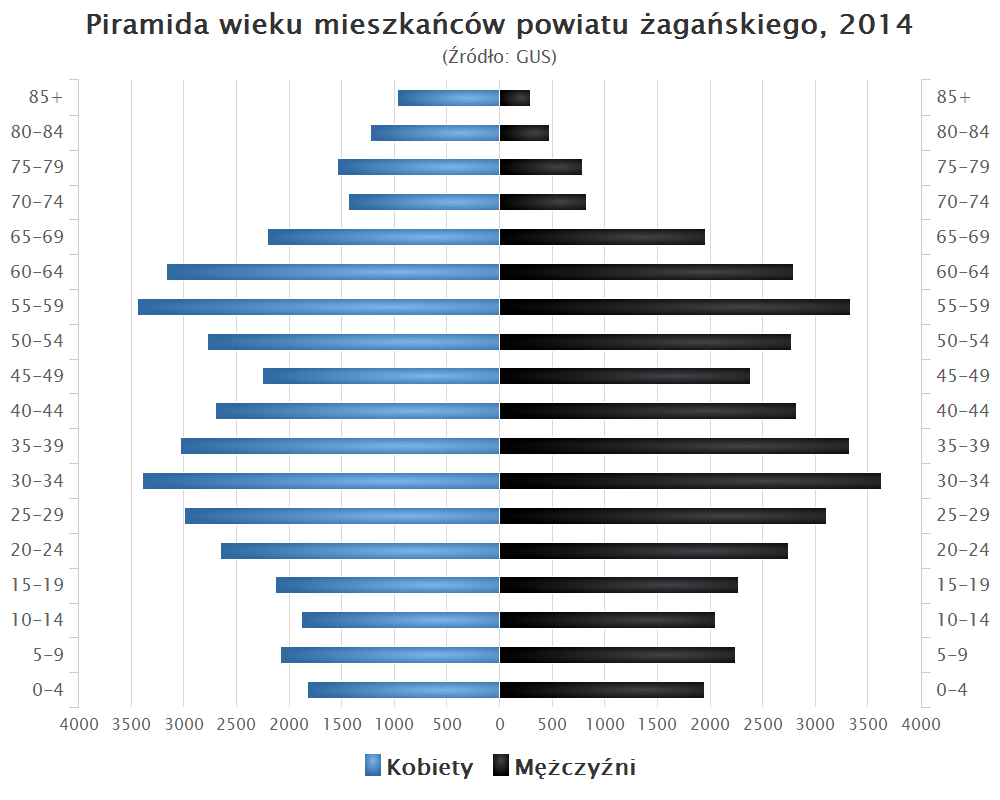
Piramida wieku mieszkańców powiatu żagańskiego w 2014 roku

Według danych z 30 czerwca 2020 roku powiat zamieszkiwały 78 634 osoby.

## Przyroda
Aż 44% powierzchni powiatu stanowią lasy – w większości Bory Dolnośląskie, przez które toczy swe wody Bóbr wraz z dopływami: Kwisą i Czerną.

## Transport
Przez obszar powiatu przebiega autostrada A18 (trasa europejska E36). Węzeł Iłowa (z DW296) jest jej jedynym węzłem na terenie powiatu żagańskiego. Ponadto teren powiatu przecina na krótkim odcinku droga ekspresowa S3 (E65). Biegnie tędy droga krajowa DK12 i drogi wojewódzkie:
- DW295
- DW296
- DW297
- DW300
- DW328
- DW350

Przez powiat prowadzą linie kolejowe:
- 14: Łódź Kaliska – Forst/Baršć
- 275: Wrocław Muchobór – Guben
- 282: Miłkowice – Jasień
- 283: Jelenia Góra – Żagań
- 303: Rokitki – Kożuchów
- 371: Wolsztyn – Żagań
- 380: Jankowa Żagańska – Lodenau
- 389: Żagań – Jankowa Żagańska

## Starostowie żagańscy
Na podstawie źródła:
- Janusz Bujak (1 stycznia 1999 – 25 listopada 2002)
- Zenon Rzyski (25 listopada 2002 – 27 listopada 2006)
- Jerzy Bielawski (27 listopada 2006 – 12 lipca 2008)
- Krzysztof Jarosz (12 lipca 2008 – 2 grudnia 2010)
- Marek Ślusarski (2 grudnia 2010 – 30 stycznia 2013)
- Anna Michalczuk (30 stycznia 2013 – 1 grudnia 2014)
- Henryk Janowicz (1 grudnia 2014 – 23 maja 2024)
- Anna Michalczuk (od 23 maja 2024)